# Numulit

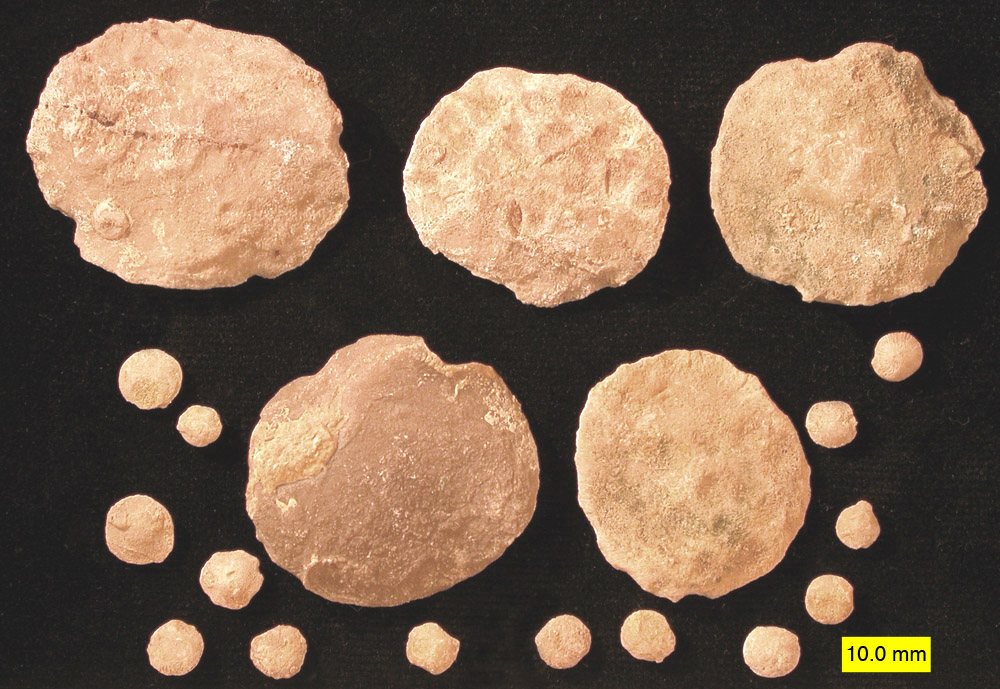
Nummulites

Numulitul este o fosilă de formă lenticulară, având până la 6 cm mărime, și care este cochilia unui protozoar marin dispărut (specia Nummulites, un tip de foraminifer). Se găsesc în special în sedimentele terțiare (eocene, acum circa 50 milioane de ani) și prezența lor este folosită pentru stabilirea vârstei rocilor. Un calcar numulitic este format din astfel de cochilii. 
Cuvântul se trage din latină nummus = ban, monedă; cu diminutivul nummulus = bănuț.